# Trono (álbum)
Trono é um álbum de estúdio da cantora brasileira Alda Célia, lançado em abril de 2018, sob produção musical de Rogério Vieira.
O disco foi precedido pelos singles "De Repente a Glória Vem" e "Aquele que nos Ama", e foi o primeiro álbum de Alda desde Escolhi Adorar (2012). O disco ainda incluiu as regravações de "Sala do Trono", música da banda Koinonya e de "Visão da Glória", gravada originalmente pela cantora Fernanda Brum.

## Lançamento e recepção
| Críticas profissionais | Críticas profissionais |
| Avaliações da crítica  | Avaliações da crítica  |
| Fonte                  | Avaliação              |
| ---------------------- | ---------------------- |
| Super Gospel           | [ 2 ]                  |

Trono foi lançado nas plataformas digitais e em edição física de forma independente em abril de 2018. O disco recebeu avaliações da mídia especializada. Com cotação de três estrelas de cinco, o Super Gospel afirmou que o álbum "revela a segurança de Alda Célia em seu retorno depois de anos silenciosos".

## Faixas
1. "Trono"
2. "Aquele Que nos Ama"
3. "De Repente a Glória Vem"
4. "Transfiguração"
5. "Rei dos Reis"
6. "Game Changer"
7. "Teu Trono É Inabalável"
8. "Com os Céus Cantamos"
9. "Te Exaltamos"
10. "Sala do Trono"
11. "Visão da Glória"